# Glória Maria
Glória Maria, nome completo Glória Maria Matta da Silva (Rio de Janeiro, 15 agosto 1949 – Rio de Janeiro, 2 febbraio 2023), è stata una giornalista e conduttrice televisiva brasiliana.
Fu la prima giornalista afrobrasiliana di Rede Globo, unica emittente per la quale lavorò (per più di cinquant'anni), e anche in assoluto la prima donna nera chiamata a condurre un programma nella storia della tv brasiliana.

## Biografia
Nel gennaio 1970 era ancora una studentessa della Pontifícia Università Cattolica di Rio de Janeiro quando ebbe un incontro con i responsabili dei notiziari di Rede Globo, che decisero di inserirla nella redazione nonostante a quell'epoca il Brasile fosse governato dai militari, ai quali la popolazione afrobrasiliana era invisa. Le sue prime esperienze furono alcuni programmi con Sergio Chapelin e il telegiornale delle 19. Raggiunse subito un immediato gradimento ma al contempo dovette affrontare molti pregiudizi.
Dopo aver conseguito la laurea i suoi impegni alla Globo aumentarono: oltre alle conduzioni, effettuò reportage in varie parti del mondo, compreso il deserto del Sahara; divenne poi corrispondente di guerra seguendo il conflitto tra Gran Bretagna e Argentina per il possesso delle Falkland nel 1982.
Condusse il popolare programma Fantástico per dieci anni.
Intervistò famosissimi cantanti come Michael Jackson, Madonna e Freddie Mercury.
Morì nel 2023, a causa di un tumore polmonare. Qualche anno prima aveva dovuto invece contrastare una neoplasia cerebrale.

## Vita privata
Negli anni 70 fece scalpore per la relazione con José Roberto Marinho, uno dei figli di Roberto Marinho, il fondatore della Globo. In seguito si sposò, ma non rivelò mai il nome del marito (la stessa cerimonia nuziale fu celebrata segretamente), apparendo in pubblico rigorosamente senza di lui. Nel terzo millennio, dopo aver divorziato, la giornalista adottò da single due bambine di Bahia, Laura e Maria. Per cinque anni ebbe una relazione col cantante svedese Martin Stenmarck .  Nel 2016 fu sentimentalmente legata, per pochi mesi, all'attore britannico Gerard Butler. 

## Omaggi
- Le è stato intitolato un parco a Rio de Janeiro.